# Obersaxen Mundaun

Luftbild von Werner Friedli, 1970

Obersaxen Mundaun ist eine politische Gemeinde im Kanton Graubünden, Schweiz, deren Gründung am 1. Januar 2016 erfolgte. Die in der Region Surselva gelegene Gemeinde wurde am 1. Januar 2016 aus den früheren Gemeinden Mundaun (BFS-Nummer 3617) und Obersaxen (BFS-Nummer 3612) gebildet. Entgegen früheren Angaben erfolgt die Eigenschreibweise Obersaxen Mundaun amtlich ohne Bindestrich.

## Tourismus
Das Skigebiet Obersaxen Mundaun umfasst 15 Anlagen und 120 Kilometer Pisten. Die Wintersportanlagen erschliessen ein Gebiet rund um den Gebirgszug des Piz Mundauns und des südlich gelegenen Piz Sezner im deutschsprachigen Gebiet von Obersaxen und der romanischsprachigen Lumnezia. Der höchste befahrbare Berg ist der Piz Sezner mit 2310 m ü. M.
Weitere Freizeitanlagen sind der Rufalipark in Misanenga und die Pit Pat Anlage, eine Mischung aus Billard und Minigolf.

## Geschichte
→ siehe Abschnitt Geschichte im Artikel Obersaxen

→ siehe Abschnitt Geschichte im Artikel Flond

→ siehe Abschnitt Geschichte im Artikel Surcuolm